# 计算机文化

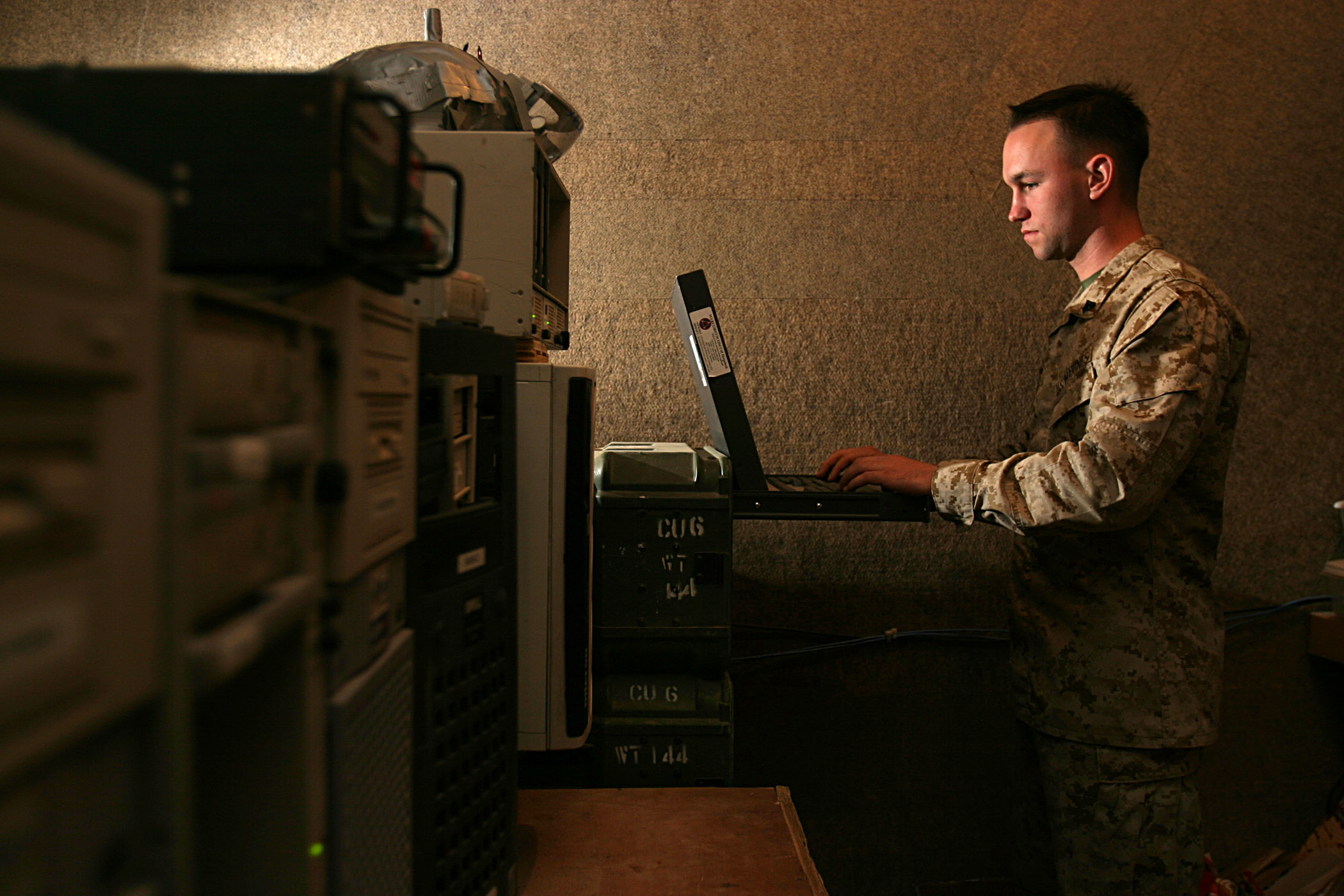
電腦化的美國軍隊，電腦化的領域日漸增多，计算机素養在很多職業領域都成為通用優勢。

计算机素養（英語：Computer literacy）指一個人對於電腦運作方式的概念和使用電腦的純熟度，並非僅指個人電腦(PC)而包括廣義的數位控制機器。计算机素養高的人對於數位化機器的運作邏輯有一種靈感性掌握，很容易學會新的軟體或介面，了解新的硬體功能。
这个术语源于1972年阿特·鲁赫曼（Art Luehrmann）发表的一篇会议论文“Should the computer teach the student, or vice-versa?”，该文介绍并定义了“computing literacy”。其后，人们开始使用“computer literacy”而不是“computing literacy”。直到1981年，他帮助创建的出版公司正式命名为“Computer Literacy Press”。30年后的2002年，他再次发表文章“Should the computer teach the student... — 30 years later”，感慨世界的教育系统在计算机文化教育方面没有取得多大进展。
计算机素養（computer literacy）定义为使用计算机和应用软件的技能，要具备这种技能就需要学习基本的计算机知识，理解计算机的硬件、软件和它们的使用方法。计算机文化涵盖的内容随着计算机的发展而变化，也各持己见。例如，美国有些高校要求的最低技能包括文件管理（File Manipulation）以及字处理（word processing）、Excel、PPT (PowerPoint)等软件的使用技能。